# Poussay
Poussay (anticamente Pussay) è un comune francese di 735 abitanti situato nel dipartimento dei Vosgi nella regione del Grand Est. Il paese fu famoso per essere stato sede di un'abbazia femminile di canonichesse celebre per la sua biblioteca (il suo libro manoscritto più importante fu l'Evangeliario di Pussay), soppressa dalla rivoluzione francese.

## Società

### Evoluzione demografica
Abitanti censiti